# Cyrtodactylus
Cyrtodactylus är ett släkte av ödlor. Cyrtodactylus ingår i familjen geckoödlor.

## Dottertaxa tillCyrtodactylus, i alfabetisk ordning[1]
- Cyrtodactylus aaroni
- Cyrtodactylus abrae
- Cyrtodactylus adleri
- Cyrtodactylus aequalis
- Cyrtodactylus agusanensis
- Cyrtodactylus angularis
- Cyrtodactylus annandalei
- Cyrtodactylus annulatus
- Cyrtodactylus aravallensis
- Cyrtodactylus aurensis
- Cyrtodactylus ayeyarwadyensis
- Cyrtodactylus baluensis
- Cyrtodactylus basoglui
- Cyrtodactylus biordinis
- Cyrtodactylus brevidactylus
- Cyrtodactylus brevipalmatus
- Cyrtodactylus buchardi
- Cyrtodactylus cavernicolus
- Cyrtodactylus chanhomeae
- Cyrtodactylus chrysopylos
- Cyrtodactylus collegalensis
- Cyrtodactylus condorensis
- Cyrtodactylus consobrinoides
- Cyrtodactylus consobrinus
- Cyrtodactylus cracens
- Cyrtodactylus cryptus
- Cyrtodactylus darmandvillei
- Cyrtodactylus derongo
- Cyrtodactylus deveti
- Cyrtodactylus edwardtaylori
- Cyrtodactylus elok
- Cyrtodactylus feae
- Cyrtodactylus fraenatus
- Cyrtodactylus gansi
- Cyrtodactylus gordongekkoi
- Cyrtodactylus gubernatoris
- Cyrtodactylus ingeri
- Cyrtodactylus interdigitalis
- Cyrtodactylus intermedius
- Cyrtodactylus irianjayaensis
- Cyrtodactylus irregularis
- Cyrtodactylus jarujini
- Cyrtodactylus jellesmae
- Cyrtodactylus khasiensis
- Cyrtodactylus laevigatus
- Cyrtodactylus lateralis
- Cyrtodactylus loriae
- Cyrtodactylus louisiadensis
- Cyrtodactylus malayanus
- Cyrtodactylus malcomsmithi
- Cyrtodactylus mansarulus
- Cyrtodactylus marmoratus
- Cyrtodactylus matsuii
- Cyrtodactylus mimikanus
- Cyrtodactylus murua
- Cyrtodactylus nebulosus
- Cyrtodactylus novaeguineae
- Cyrtodactylus oldhami
- Cyrtodactylus papilionoides
- Cyrtodactylus papuensis
- Cyrtodactylus peguensis
- Cyrtodactylus philippinicus
- Cyrtodactylus phongnhakebangensis
- Cyrtodactylus pubisulcus
- Cyrtodactylus pulchellus
- Cyrtodactylus quadrivirgatus
- Cyrtodactylus ramboda
- Cyrtodactylus redimiculus
- Cyrtodactylus rubidus
- Cyrtodactylus russelli
- Cyrtodactylus sadleiri
- Cyrtodactylus semenanjungensis
- Cyrtodactylus seribuatensis
- Cyrtodactylus sermowaiensis
- Cyrtodactylus serratus
- Cyrtodactylus slowinskii
- Cyrtodactylus soba
- Cyrtodactylus stoliczkai
- Cyrtodactylus subsolanus
- Cyrtodactylus sumonthai
- Cyrtodactylus sworderi
- Cyrtodactylus thirakhupti
- Cyrtodactylus tibetanus
- Cyrtodactylus tigroides
- Cyrtodactylus tiomanensis
- Cyrtodactylus wakeorum
- Cyrtodactylus walli
- Cyrtodactylus variegatus
- Cyrtodactylus wetariensis
- Cyrtodactylus yoshii